# Taillecavat
Taillecavat é uma comuna francesa na região administrativa da Nova Aquitânia, no departamento da Gironda. Estende-se por uma área de 9,62 km². Em 2010 a comuna tinha 292 habitantes (densidade: 30,4 hab./km²).